# Henry Imsland

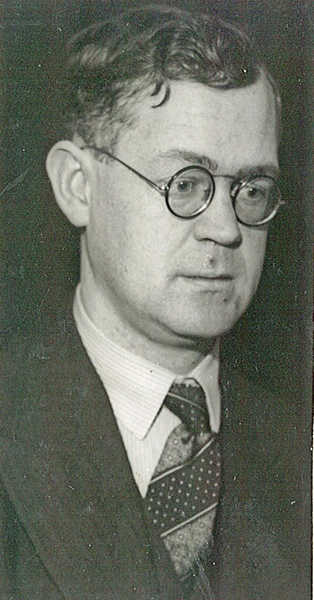
Henry Imsland.

Henry Imsland (född 27 juli 1900 i Stavanger, död 1981) var en norsk tecknare. Han utbildades på Statens håndverks- og kunstindustriskole där han undervisades av bl.a. Johan Nordhagen. Han illustrerade flera böcker av Per Thomsen, Theodor Dahl m.fl. Från 1921 och fram till sin död tecknade han för Stavanger Aftenblad, där han bidrog med politiska karikatyrteckningar, humorteckningar och många andra illustrationsuppdrag. På 1930-talet tecknade han en tid även för Tidens Tegn och VG.